# السعدانة
السعدانة هو نبات بري من أفضل ماترعاه الإبل له شوك كحلمة الثدي. والسعدان هوشوك النخل، والسعدانة هوالسواد حول عنق الحمامة، وهي العقدة في اسفل كفة الميزان، وهي أيضا"ماستدار من السواد حول حلمة الثدي.
والسعدانة هي قرية من قرى محافظة طرطوس تتبع منطقة القدموس تقع إلى الشرق والشمال من مدينة القدموس على بعد 3كم تحيط بها الجبال والتلال من كل الجهات ترتفع عن سطح البحر حوالي 850م تمتد من الوادي إلى أعلى قمة الجبل اهلها اناس طيبون جدا" محبون للخير لجميع الناس محبون لبعضهم متعاونون مع بعضهم فيها عدد من الينابيع (عيون) وهي الآن مروية بشبكة مياه للدولة عدد سكانها حوالي 1500نسمة يعملون بالزراعة بالإضافة إلى الوظيفة لدى الدولة أو القطاع الخاص، يشتهر أبناء القرية بأنهم حرفيون ويمتازون بالدقة والحرفية في أعمالهم، ومن أهم الحرف التي برعوا فيها قديما حرفة البناء وتبييض النحاس فكانت الأولى في مهنة البناء على مستوى المحافظة...والآن فيها العديد ممن يعملون بمهنة التلبيس وتلبيس الحجر والبلاط أي كل مايتعلق بالبناء.إضافة إلى مهنة الحدادة الافرنجية...أهم المحاصيل الزراعية هي القمح والشعير والتبغ الذي يعد المحصول الاساسي لاهل القرية بالإضافة إلى بعض الاشجار المثمرة كالعنب والتفاح والكرز والتين والزيتون والجوز........ بالإضافة لتربية الحيوانات من اغنام وابقار ودواجن. القرية فيها مدرسة تعليم اساسي ح1 من الصف الأول للرابع تأسست مدرسة القرية منذ عام 1954تمتد القرية على مساحة واسعة من الأراضي الزراعية مئات الهكتارات من الأراضي الزراعية ضمن اراضيها اقيمت منشأة تعليمية اكاديمية هي جامعة الاندلس الخاصة للعلوم الطبية حيث اخذت المئات من الدونمات الزراعية لاقامة هذه المنشأة حيث يعمل بها أكثر من 100موظف من أبناء القرية في القرية شهادات جامعية علمية وادبية كثيرة وأول ثانوية حصل عليها أحد أبناء القرية 1959 وأول شهادة جامعية في القرية كانت الحقوق في عام 1965 قرية السعدانة مثلها مثل كل القرى الأخرى قدمت الشهداء على مذبح الوطن وقد كان نصيبها 13 شهيدا"رحم الله جميع الشهداء واسكنهم فسيح جنانه واعاد الاسرى والمفقودين إلى عائلاتهم
السعدانة قرية في ناحية القدموس في منطقة بانياس التابعة لمحافظة طرطوس.